# Gustav Mützel
Gustav Mützel, född 7 december 1839 i Berlin, död där 29 oktober 1893, var en tysk vetenskaplig tecknare. Han är främst känd för illustrationer av fauna som finns representerade i verk som Brehms Djurens liv.
Senare bidrog Mützel med illustrationer till ett antal encyklopedier, däribland Nordisk familjebok.

## Galleri
Illustrationer i urval.

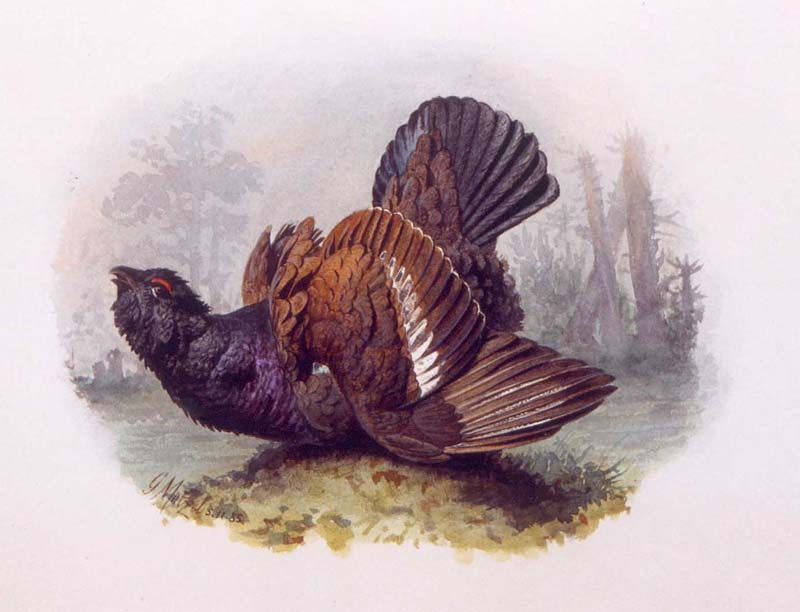
Tjäder.
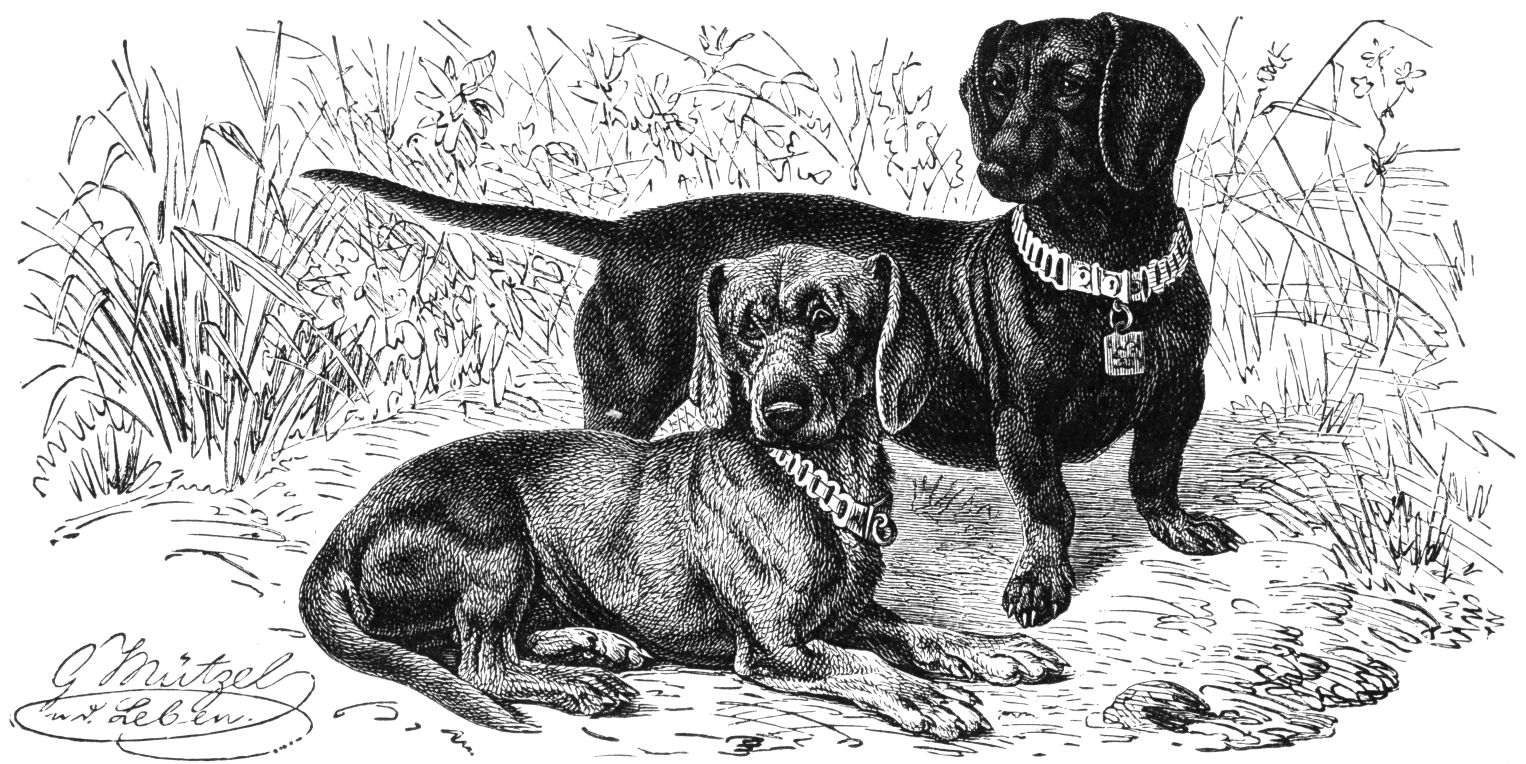
Tax.
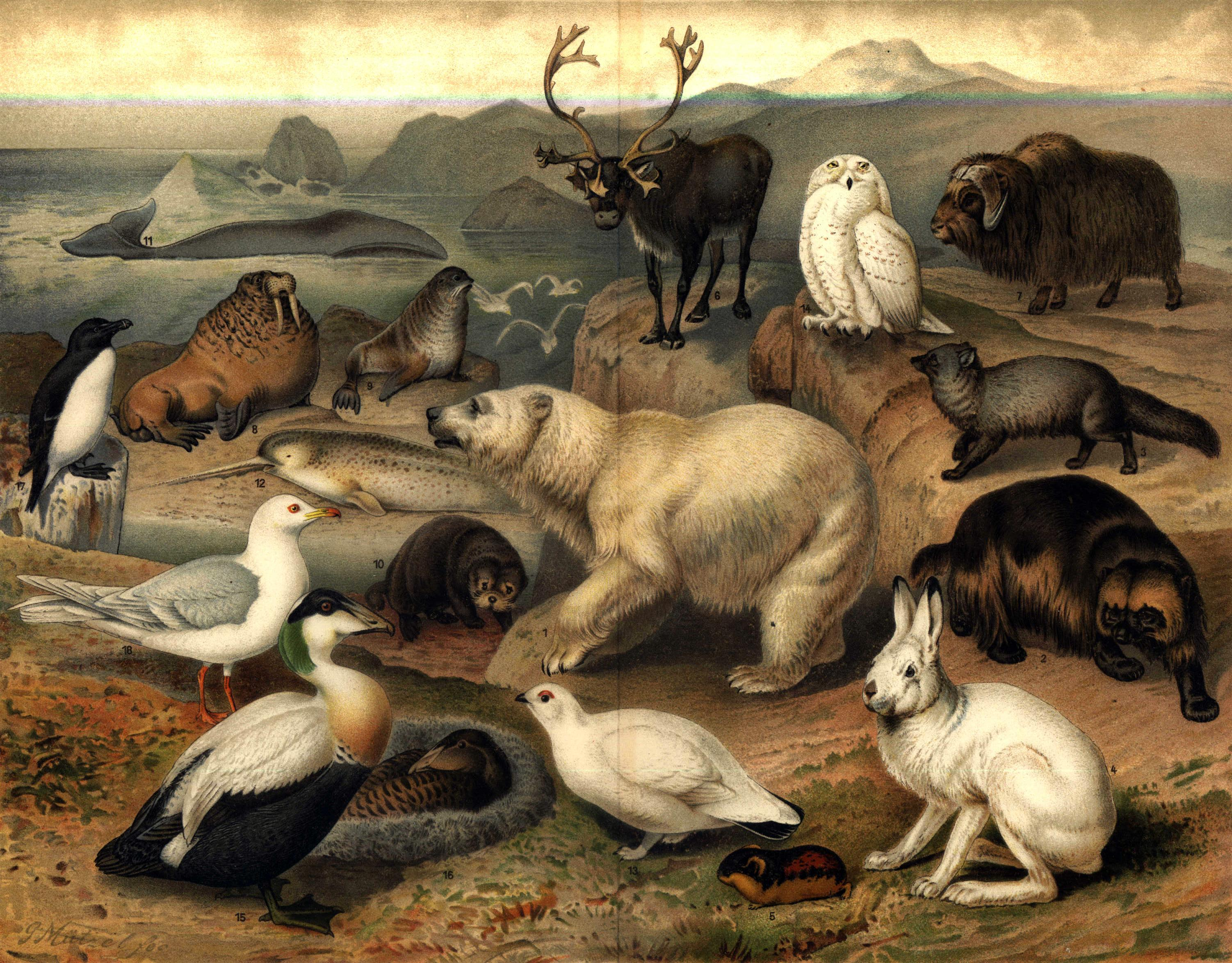
Arktisk fauna.
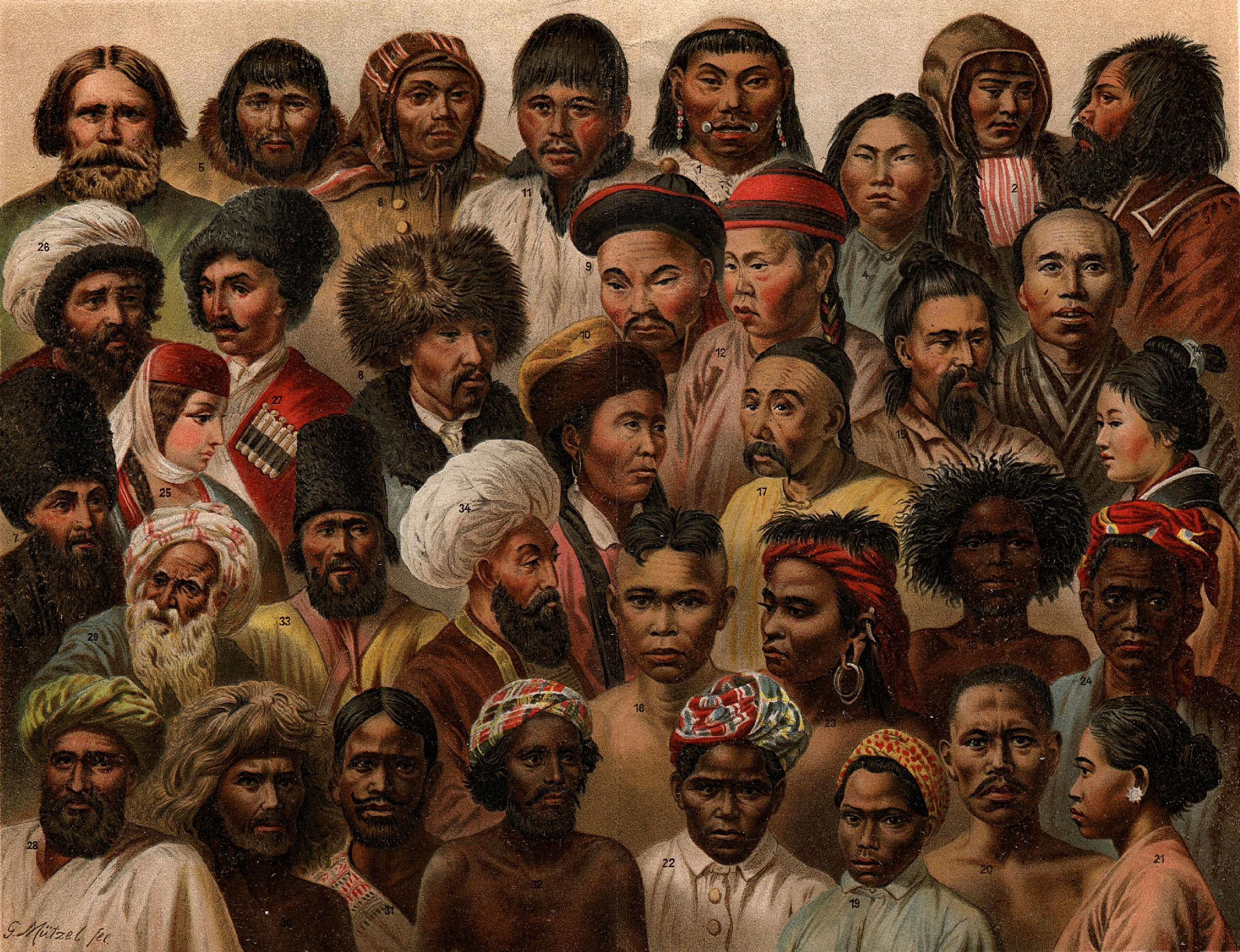
Asiatiska folk.